# Paul Kempner
Paul Hermann Ludwig Kempner (* 30. Dezember 1889 in Berlin; † 12. April 1956 in New York City) war ein deutscher Bankier und US-amerikanischer Unternehmer.

## Leben
Kempner war der ältere Sohn des Rechtsanwalts Maximilian Kempner und dessen Ehefrau Franziska genannt Fanny Kempner geb. Levy, einer Schwester des Kölner Bankiers Louis Hagen. Nach bestandener Reifeprüfung im Jahr 1908 am Wilhelms-Gymnasium in Eberswalde studierte er von 1908 bis 1912 Rechtswissenschaften an der Albert-Ludwigs-Universität Freiburg, der Friedrich-Wilhelm-Universität Berlin und der Ruprecht-Karls-Universität Heidelberg. Anschließend absolvierte er von 1912 bis 1919 sein juristisches Referendariat in Spandau, Berlin und Marburg. Während des Ersten Weltkriegs war er ab 1915 Hilfsreferent und Adjutant des Verwaltungschefs beim Generalgouverneur in Belgien, ab 1917 beim Verwaltungschef für Flandern. Er wurde unter anderem mit dem Eisernen Kreuz II. Klasse (1916) und dem Verdienstkreuz für Kriegshilfe ausgezeichnet. Im Jahr 1918 heiratete er Margarete genannt Marga von Mendelssohn, eine Tochter des Bankiers Franz von Mendelssohn. Aus der Ehe gingen vier Kinder hervor.
Im September 1919 legte Kempner erfolgreich das 2. Staatsexamen ab und wurde zum Gerichtsassessor ernannt, schied jedoch im folgenden Monat aus dem Staatsdienst aus und trat in das Unternehmen seines Schwiegervaters, das Bankhaus Mendelssohn & Co., ein. Für die Bank ging er Anfang 1920 nach Amsterdam, wo er gemeinsam mit Fritz Mannheimer die dortige Tochtergesellschaft Mendelssohn & Co. Amsterdam aufbaute. Im Jahr 1922 kehrte er nach Berlin zurück und wurde Teilhaber der Mendelssohn-Bank.
Im Dezember 1922 promovierte er an der Friedrichs-Universität Halle-Wittenberg zum Dr. jur. mit einer Dissertation über Beiträge zum Rechte der Gemischten Schiedsgerichtshöfe auf Grund des Teils X des Versailler Vertrages. Im Jahr 1924 folgte die Ernennung zum österreichischen Honorargeneralkonsul in Berlin. Für diese Tätigkeit erhielt er später das Große Silberne Ehrenzeichen der Alpenrepublik. Im Jahr 1927 trat er, in Nachfolge seines im selben Jahr verstorbenen Vaters, in den Vorstand (das „ständige Nationalkomitee“) der Deutschen Demokratischen Partei (DDP) ein. Anfang 1931 wurde er als Nachfolger Carl Melchiors zum Vertreter Deutschlands im Finanzausschuss des Völkerbunds gewählt. Er engagierte sich auch in den Vorständen der Arbeitsstätte für sachliche Politik (Vorsitzender), des Bundes zur Erneuerung des Reiches (Schatzmeister), der Friedrich-List-Gesellschaft (stellvertretender Vorsitzender), der Gesellschaft der Freunde des Archäologischen Instituts des Deutschen Reichs, des Kaiser Friedrich-Museums-Vereins, des Vereins zur Erhaltung des Kunsthistorischen Institutes in Florenz (Schatzmeister) und der Zentrale für private Fürsorge. Im Zuge der „Arisierung“ des Bankhauses Mendelssohn & Co. Ende 1938 musste er aus dem Unternehmen ausscheiden und Deutschland verlassen. Im März des Folgejahres schied er auch aus der Tochtergesellschaft in Amsterdam aus. Er emigrierte zunächst nach Großbritannien und von dort im Jahr 1939 in die Vereinigten Staaten.
Nachdem der Versuch, wieder in der Finanzbranche Fuß zu fassen, gescheitert war, gründete er gemeinsam mit anderen Emigranten die Natvar Corporation, ein Unternehmen, das Wärmedämmmaterial produzierte und seinen Sitz in Rahway, New Jersey, hatte. Parallel dazu studierte er Rechnungswesen an der School of Business der Columbia University und schloss im Jahr 1946 mit dem Master of Science ab. Von den Vereinigten Staaten aus unterhielt er während des Zweiten Weltkriegs und danach weiterhin regelmäßigen Kontakt nach Deutschland und wirkte unter anderem als Schatzmeister des American Committee to Aid Survivors of the German Resistance of July 20.